# Tipula (Lunatipula) dorica
Tipula (Lunatipula) dorica is een tweevleugelige uit de familie langpootmuggen (Tipulidae). De soort komt voor in het Palearctisch gebied.